# 查理广场
查理广场（捷克語：Karlovo náměstí）是捷克共和国首都布拉格布拉格新城新城的一个广场，也是世界上面积最大的广场之一。1348年查理四世开辟，作为新城的主要广场，从15世纪起称为牛市广场，1848年改用创建者命名。广场的中心部位在1860年代改为公园。
```

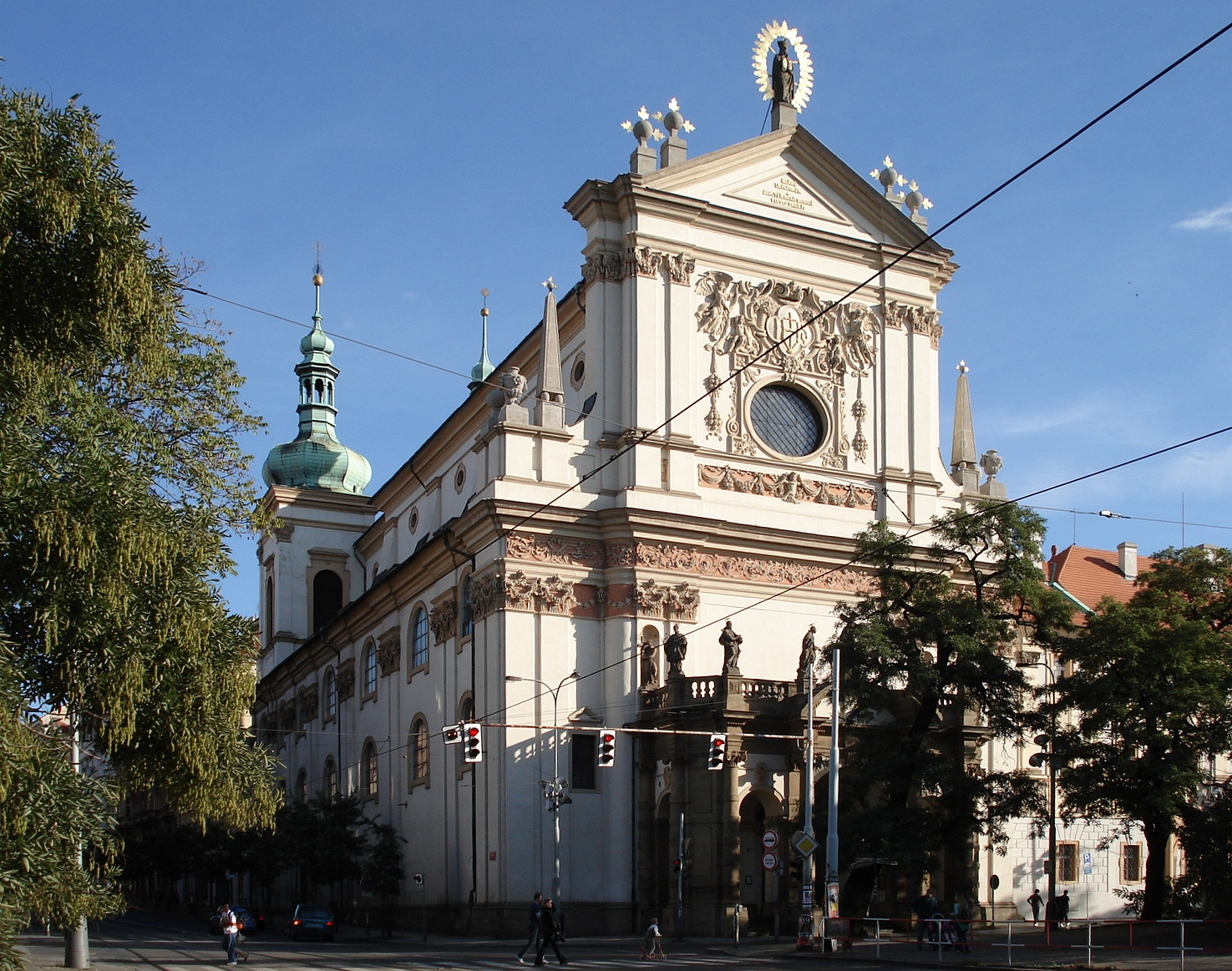
圣Ignace教堂

   现在，查理广场被马路分为南北两个广场。北广场的西南角有纪念 埃丽什卡·克拉什诺霍尔斯卡的 塑像，她是布拉格妇女解放运动先驱及女性报刊编辑、女诗人和作家。埃丽什卡·克拉什诺霍尔斯卡(Eliska Krasnohorska,1847—1926)曾为创办捷克乃至奥地利第一所女子高中捐款，她还为妇女能进人查理大学学习作出了贡献。此外，在现任总统泽曼的故乡——科林古城，也有一个查理广场 Karlovo náměstí，它就在科林市市政厅的大门前面。 
```

布拉格这个广场现在是市中心的主要交通枢纽，设有同名地铁站，众多的电车线路和繁忙的道路通往各个方向。
50°04′34″N 14°25′16″E / 50.076°N 14.421°E